# Разсейване на Ръдърфорд
Разсейване на Ръдърфорд (също Ръдърфордово разсейване) е физическо явление, еластично разсейване на заредени частици от атомни ядра вследствие на кулоновото взаимодействие. То е обяснено от Ърнест Ръдърфорд през 1911 г., води до разработването на планетарния модел на Ръдърфорд на атома и в крайна сметка до модела на Бор. Ръдърфордовото разсейване отначало е наречено кулоново разсейване, тъй като зависи само от статичния електрически потенциал (кулонов), а минималното разстояние между частиците се задава изцяло от този потенциал. Класическият процес на разсейване на Ръдърфорд на алфа частици при бомбардиране на златни ядра е пример за еластично разсейване, тъй като нито алфа частиците, нито златните ядра се възбуждат вътрешно. Формулата на Ръдърфорд (виж по-долу) не отчита откатната кинетична енергия на ядрата на атомите на масивната мишена.
Първоначалното откритие е направено от Ханс Гайгер и Ърнест Марсдън през 1909 г., когато в сътрудничество с Ръдърфорд те извършват експеримента със златното фолио, при който насочват лъч от алфа-частици (хелиеви ядра) към тънко златно фолио с дебелина само няколко атома. По време на експеримента, общоприетата теория за строежа на атома е т.нар. „пудинг със стафиди“ (Според Томсън облак от положителен заряд изпълва пространството на атома, а леките и отрицателно заредени електрони са разпределени из него или може би се въртят по кръгови орбити, като електрическият им заряд се уравновесява от общия облак:с. 122 – 4). Ако моделът на пудинга е верен, положителният „пудинг“, бидейки по-обхватен, отколкото в модела на концентрирано ядро, нямаше да може да упражнява толкова големи кулонови сили и алфа частиците трябва да се отклоняват само на малки ъгли при преминаването им.
Въпреки това, експерименталните резултати на Ръдърфорд показват, че докато повечето преминават с малко отклонение, около една на всеки 8000 алфа частици рикошира и се отклонява на много голям ъгъл (над 90°). От това той заключава, че по-голямата част от масата на атома е концентрирана в малък, положително зареден регион (атомно ядро), заобиколен от електрони. Когато (положителна) алфа частица се приближи достатъчно близо до ядрото, тя се отблъсква достатъчно силно, за да отскочи под голям ъгъл. Малкият брой алфа-частици, които са отблъснати по този начин, се обяснява с много малкия размер на ядрото. Ръдърфорд показва, използвайки описания по-долу метод, че размерът на ядрото е по-малък от 10-14 м (колко по-малко, Ръдърфорд не би могъл да определи само с този експеримент). Като визуален пример, на фигурата се вижда отклонението на алфа частици от газови ядра на мъглинна камера на Уилсън.
Ръдърфордовото разсейване днес се използва в материалознанието като техника за анализ, наречена Ръдърфордово обратно разсейване.

## Формула на Ръдърфорд
Формулата за диференциалното ефективно сечение на разсейване на нерелативистки заредени частици в телесен ъгъл Ω в кулоновото поле на друга неподвижна заредена частица или ядро (мишена) носи името на Ръдърфорд. В полярна координатна система (r, θ) с начало, разположено върху мишената, сечението на разсейване на налитащата върху разсеяната частица се записва като:
{\displaystyle {\frac {d\sigma }{d\Omega }}=\left({\frac {Z_{1}Z_{2}e^{2}}{2mv^{2}}}\right)^{2}{\frac {1}{\sin ^{4}{\frac {\Theta }{2}}}}}
където {\displaystyle Z_{1}} и {\displaystyle Z_{2}} са зарядите на налитащата частица и мишената, {\displaystyle m,v} – масата и скоростта на налитащата частица, {\displaystyle \Theta } – двумерен ъгъл на разсейване, {\displaystyle e} – елементарен заряд, {\displaystyle d\sigma } – диференциално сечение, {\displaystyle \Omega } – телесен ъгъл.